# Kinas kommunistiska partis historia

Kinas kommunistiska partis emblem utgörs av en hammare, symboliserande arbetarklassen, och en skära, symboliserande bönderna. Emblemet är en modifiering av Sovjetunionens kommunistiska partis emblem.

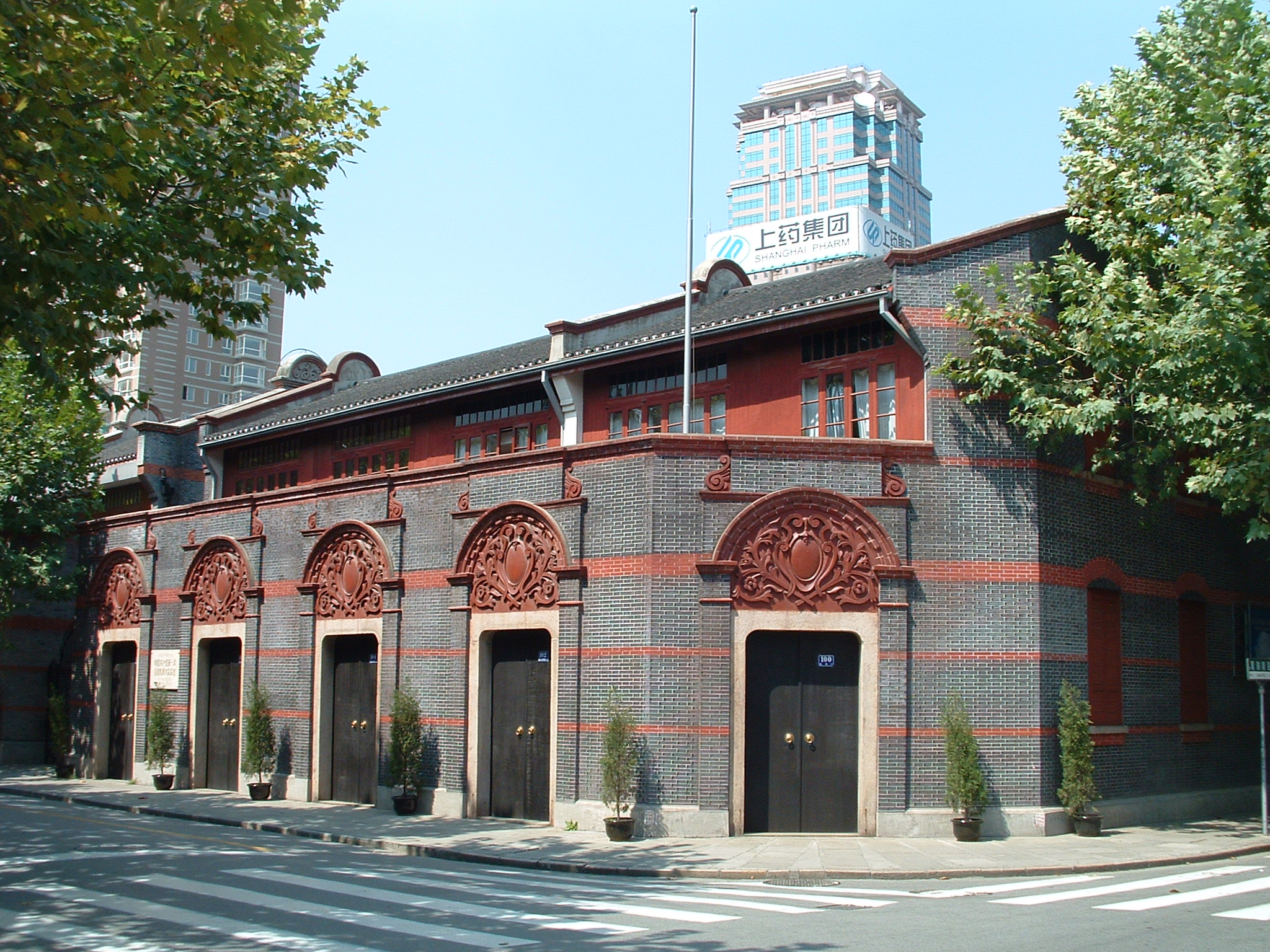
Lokalen på Xingye Lu 76 i Shanghai där Kinas kommunistiska parti grundades år 1921. Huset genomgick en omfattande restaurering i början av 2000-talet och utgör idag del i den fashionabla shoppinggallerian Xin Tian Di.

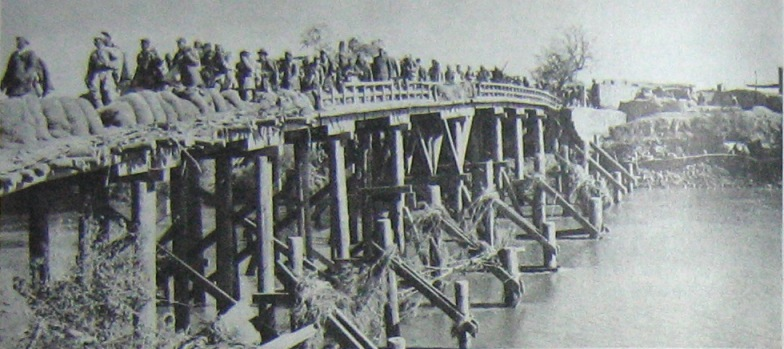
Den långa marschen började i Jiangxi i centrala östra Kina, fortsatte medsols genom södra Kina, genom gränstrakterna mot Tibet i östra Sichuan, för att sluta i Yan'an, norr om staden Xi'an i norra Kina, där en ny kommunistisk gerillabas upprättades. Marschen var en enorm förflyttning av hela kommunistpartiets organisation, undan den kinesiska nationalistregeringens och den japanska ockupationsmaktens ständiga angrepp. Genom Den långa marschen lyckades Mao Zedong grundlägga sin ställning som Kinas kommunistiska partis oomtvistlige ledare. Även andra deltagare från Den långa marschen har fått höga politiska positioner, bland annat Deng Xiaoping

Kinas kommunistiska partis historia började under Republiken Kina (1912–1949), och var en avgörande faktor i Kinesiska inbördeskriget och en integrerad del av Folkrepubliken Kinas historia.

## Bakgrund och partiets bildande

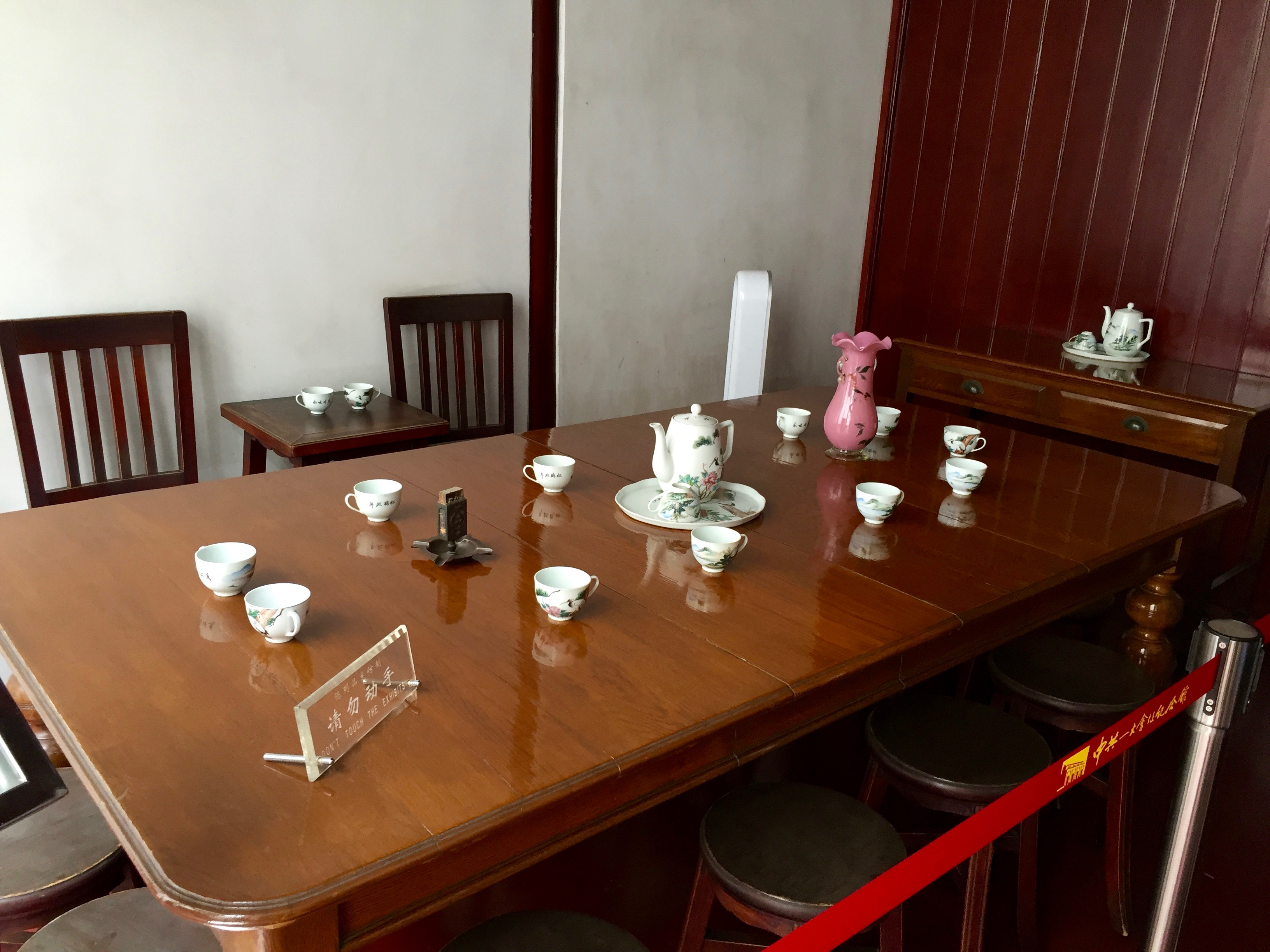
Rummet och bordet i Shanghai där Kinas kommunistiska parti bildades 1921.

Marxismen kom relativt sent till Kina och de flesta intellektuella som sökte förändra det kinesiska samhället i slutet av Qingdynastin drogs till olika västerländska ideologier och religioner som liberalism, pragmatism, konstitutionell monarki och anarkism, medan andra aktivister försökte förnya det kinesiska kulturarvet och konfucianismen. När Qingdynastin störtades i den så kallade Xinhairevolutionen 1911 ville de flesta revolutionärer som Sun Yat-sen och Song Jiaoren införa en parlamentarisk republik, men den alltmer autokratiske presidenten Yuan Shikai slog hårt ned på all opposition och tvingade många kinesiska politiker till landsflykt. Efter Yuans död 1916 liberaliserades det politiska klimatet, men det politiska kaoset ökade i takt med att olika krigsherrar slog som om makten i landet, vilket ökade missmodet bland politiskt aktiva.
Republiken Kina gick år 1917 med i första världskriget på ententens sida, men såg Versaillesfreden efter krigets slut som ett svek, då den förlorande makten Tysklands kolonier Qingdao och Shandong skulle avträdas till Japanska imperiet istället för att återlämnas till Kina, som aldrig undertecknade fredsavtalen, vilka gav upphov till fjärde maj-rörelsen den 4 maj 1919, där många politiska aktivister blev desillusionerade med demokratiska ideologier av västerländsk stil och istället attraherade till kommunism och marxism.
Till detta bidrog det faktum att Sovjetryssland tagit avstånd från alla ojämlika fördrag med Kina och lovat att stödja den kinesiska republiken. Den nybildade Kommunistiska internationalen (Komintern) sände sändebud till Kina för att rekrytera anhängare till ett kinesiskt kommunistiskt parti. Kominterns uppgift var att sprida den proletära revolutionen vidare till andra länder, i enlighet med instruktioner från det starkt centraliserade och strikt hierarkiska sovjetiska kommunistpartiet.
Bland de första som förklarade sig ha övergått till marxismen i Kina var universitetsprofessorerna Chen Duxiu och Li Dazhao och i augusti 1920 bildade denna grupp marxister en sektion av Komintern i Kina under överinseende av den ryske representanten Grigorij Vojtinskij. Intresset för kommunismen spred sig och under 1920-talet uppstod ett antal kommunistiska grupperingar runt om i landet. Dessa samlades i juli 1921 i den franska koncessionen i Shanghai för att bilda ett gemensamt parti. Den första kongressen bestod av blott 13 personer, bland andra Mao Zedong, som tillsammans grundade Kinas kommunistiska parti och drog upp dess stadgar. På kongressen bestämde man sig för att partiet skulle vara en hemlig, starkt centraliserad bolsjevikisk (leninistisk) organisation med målet att överta makten i Kina och införa ett klasslöst samhälle. Partiets mycket starkt centraliserade organisationsform gillades dock inte av alla och ett år senare hade hälften av de ursprungliga medlemmarna lämnat partiet.
En av de första sakerna partiet företog sig vara att organisera den kinesiska arbetarrörelsen. I Jiangxi-provinsen inledde Li Lisan och Liu Shaoqi 1922 en pionjärinsats genom att organisera arbetare i den viktiga kolgruvan i Anyuan. I Anyuan ledde grundades ett kooperativ och en arbetarklubb som ledde två framgångsrika strejker, vilket gjorde orten känd som "lilla Moskva", men gruvledningen krossade rörelsen med våld i samarbete med den lokale krigsherren i september 1925.

## Partiets första tid och början på inbördeskriget
På Kominterns inrådan ingick kommunisterna en formell allians med Kuomintang (KMT) i januari 1924 och under vilken kommunisterna lovade att genomföra all sin externa propaganda som en del av KMT. Efter KMT:s förste ledare och Xinhairevolutionens inspiratör doktor Sun Yat-sens död 1925 inleddes en maktkamp inom KMT, i vilken chefen för militärakademin i Whampoa Chiang Kai-shek fick övertaget över sin rival Wang Jingwei, men samarbetet blev mindre lyckat, och motsättningarna kulminerade i att Chiang Kai-shek den 12 april 1927 lät avrätta flera kommunister i KKP:s basområde i Shanghai (och senare även i andra större städer). Som hämnd ockuperade kommunistpartiet den 1 augusti samma år Nanchang, innan nationalisterna tvingade kommunisterna till en reträtt, kallad Den lilla långa marschen, vilket anses som inledningen på det kinesiska inbördeskriget.
KKP:s medlemmar (då 60 000 personer) och dess sympatisörer tvingades ut på landsbygden i den fattiga provinsen Jiangxi, belägen väster om Shanghai, där de började sätta upp små sovjeter, en form av arbetare-, bonde- och soldatråd. Dessa sovjeter, samlade under namnet den Kinesiska sovjetrepubliken, kom till slut att uppfattas som ett hot mot Chiang Kai-shek och hans nationalistiska regim med huvudstad i Nanjing. Han påbörjade därför återigen aggressiva kampanjer och förföljelser mot kommunisterna, som tvingade kommunistpartiets medlemmar (då cirka 100 000 personer) ut på Den långa marschen 1934, en gigantisk förflyttning av hela partiorganisationen genom hela Kina, som slutade först när de kommunistiska gerillasoldaterna nått fram till Yan'an, Shaanxi-provinsen.
Målet med Den långa marschen var att hitta ett område som inte kunde nås av den kinesiska regeringens trupper och där upprätta en ny kommunistisk gerillabas. Yan'an valdes tack vare dess närhet till det sovjetkontrollerade Mongoliet, samt dess strategiska läge vid Gula floden, vilket innebar att militära förstärkningar från det kommunistiska Sovjet lätt kunde transporteras på transsibiriska järnvägen och vidare genom Mongoliet till den kinesiska gränsen, för att därefter skeppas med båt nedströms längs Gula floden till kommunisternas basläger i Yan'an. Gula floden kunde också användas för vidare transporter av trupper nedströms från Yan'an mot mer centrala och befolkade delar av landet: staden Xi'an, de viktiga och folkrika provinserna Henan, Hebei och Shandong, samt den viktiga staden Beiping (som var namnet på Peking 1928–1949 då Nanjing var Kinas huvudstad).
Den långa marschen bidrog till många förändringar inom partiet. Mao Zedong hade under perioden i Jiangxi-sovjeten inte haft en odelat stark ställning i partiets ledning. Han var dock oöverträffad som militär taktiker och lyckades tack vare sina militära framgångar under Den långa marschen etablera sig som partiets oomtvistade ledare. 
Under Den långa marschen utvecklade och förfinade han sina teorier kring gerillakrigföring, vilket han själv valde att kalla för "Det utdragna folkkriget" och som bestod av tre faser:
- Den första fasen bestod i att gerillasoldater gick in i ett lokalt samhälle, exempelvis en liten bergsby. Soldaterna talade med byns invånare, övertygade dem om nödvändigheten att bekämpa centralmakten (den nationalistiska Guomindang-regeringen). Lokalbefolkning hade svårt att stå emot de beväpnade gerillakämparna och övertygades ideologiskt. Lokalbefolkningen gav gerillakämparna mat och husrum. Gerillakämparna utbildade lokalbefolkningen i att sabotera centralregeringens militära installationer och infrastruktur viktig för centralmakten. Gemensamt började man utföra attacker mot centralmakten i begränsad skala.
- Den andra fasen innebar en ökning i attackernas storlek och antal. Gerillasoldaterna och bybefolkningen började även gemensamt att infiltrera omkringliggande byar. Ett nätverk av gerillakontrollerade byar byggdes upp, ofta utan centralmaktens vetskap.
- Då de gerillakontrollerade byarna blivit tillräckligt många och starka, inleddes gerillakrigets tredje fas. Gerillarörelsen var nu tillräcklig stark för att kunna attackera större städer. Dessa omringades av grupper av gerillakämpar och beväpnade bybor, belägrades, försvagades och slutligen attackerades.

Fördelen med denna typ av gerillakrigföring, var att mycket stora landområden bakom de officiella och kända stridslinjerna kunde kontrolleras av gerillan. Gerillakämpar kunde också mycket lätt klä sig som bybefolkningen, och blev på så vis omöjlig att särskilja och identifiera för regeringens trupper. Trots att gerillagrupperna saknade de ekonomiska och militära resurser som den nationalistiska Guomindang-regeringens trupper hade tillgång till, hade de funnit ett sätt att besegra dessa. 
Mao Zedong anses idag som den moderna gerillakrigföringens skapare. Hans teorier om "det långvariga folkkriget" utgör en mycket viktig del av maoismen och är inskrivna i det kinesiska kommunistpartiets stadgar och i Folkrepubliken Kinas konstitution. Hans modell för gerillakrigföring har fått många efterföljare över hela världen under 1900-talets senare hälft, men ingenstans lyckades gerillakrigföringen uppnå en sådan skala och storlek som under det Kinesiska inbördeskriget. 
Övriga teoretiska komponenter av Mao Zedong-tänkande innebär ett större fokus på bönderna istället för storstädernas arbetarklass som i Sovjetunionen.
Zhu De blev militärstrateg för den växande Röda armén. Vid den långa marschens slut 1935 hade de nått ända till Shaanxi-provinsen, och av de som lämnat Jiangxi fanns endast ett par tusen kvar. 
Dock hade flera (mer eller mindre ideologiska) kommunister anslutit sig. Det faktum att Chiang Kai-shek koncentrerade sig på inbördeskrig med kommunisterna istället för att gå med enad front i kriget mot invasionsmakten Japan tycktes uppröra befolkningen. Därför blev det relativt lätt att rekrytera anhängare genom att aktivt propagera för ett storskaligt försvarskrig mot Japan. Trots detta var läget svårt efter den långa marschens slut. Partiets matförråd hade blivit allt mindre och Röda armén hade lidit svåra förluster i ständiga strider med KMT. Räddningen kan ha varit det krig Japan drev mot Kina. Detta krig gjorde att KMT till slut fick ändra inriktning. Då hade i och för sig förhandlingar redan pågått i ett år med hjälp av bland andra Zhou Enlai och 1937 slogs återigen KKP samman med KMT i en enad front mot Japan.

## Partiet efter japanska invasionen
Förhandlingar mellan KKP och KMT inleddes efter japanska kapitulationen 1945 men blev fruktlösa och inbördeskriget var återigen ett faktum. KMT besegrades och Chiang Kai-shek tvingades fly till Taiwan (där han till sin död arbetade för att återförena Kina under KMT:s styre). Den 1 oktober 1949 lät Mao Zedong utropa Folkrepubliken Kina inför en folkmassa på Himmelska fridens torg.
Mao Zedong avled september 1976 varefter Deng Xiaoping blev Folkrepubliken Kinas nye ledare, med en radikal agenda: att införa kapitalistisk marknadsekonomi i folkrepubliken. Detta hade vid denna tidpunkt aldrig skett i någon annan socialistisk stat. Hans ställning var därför till en början relativt svag i Partiet och Kinas kommunistparti gick igenom en period av svåra inre stridigheter under perioden 1976–1978. För att stärka sin ställning, planerade Deng Xiaoping att genomföra ett kort och framgångsrikt krig mot Vietnam. Den kinesiska minoriteten Hoa i Vietnam hade behandlats dåligt av landets majoritetsbefolkning och flydde i stora mängder som båtflyktingar till bland annat Hongkong, Vietnam reste dessutom territoriella anspråk på Spratlyöarna, en ögrupp i det Sydkinesiska havet, vilken även Kina reste anspråk på. Deng gav därför order om en kinesiska invasion av norra Vietnam, med dessa två faktorer som ursäkt. Det Kinesisk-vietnamesiska kriget åren 1978–1979 ledde dock inte till de snabba framgångar den kinesiska sidan förväntat sig. Den kinesiska militära doktrinen utgjordes fortfarande huvudsakligen av Maos "Det långvariga folkkriget", samtidigt som den vietnamesiska sidan utvecklat och förfinat denna metodik och till yttermera visso var mycket krigsvan efter det framgångsrika kriget mot USA. De kinesiska trupperna hade bristande kunskap om den lokala terrängen i norra Vietnam, led massiva förluster och tvingades till omgående reträtt. Den vietnamesiska sidan hade därigenom paradoxalt nog lyckats besegra kineserna genom att använda Mao Zedongs egen gerillakrigföring.